# Martin Ebbertz
Martin Ebbertz (* 6. Juli 1962 in Aachen) ist ein deutscher Schriftsteller und Drehbuchautor.

## Leben
Nach seiner Geburt in Aachen verbrachte Martin Ebbertz Kindheit und Jugend in Prüm. Sein Studium der Germanistik, Philosophie und Geschichte führten ihn nach Freiburg, Münster und zuletzt nach Frankfurt. Dort nahm er im Anschluss daran auch seine Arbeit als freier Schriftsteller auf, dem ein fünfjähriger Aufenthalt in Thessaloniki (Griechenland) folgte. Seit dem Frühjahr 2000 lebte Ebbertz bis 2015 in Boppard und seitdem wieder in Frankfurt.
Nach seiner ersten Buchveröffentlichung 1988 legte Ebbertz ab 1992 seinen Schwerpunkt auf das Verfassen von Kinderbüchern. Sein bisher erfolgreichstes Buch Der kleine Herr Jaromir, das die Schwierigkeiten eines liebenswerten Außenseiters mit den Errungenschaften der modernen Welt darstellt, wurde auch ins Englische, Niederländische und Chinesische übersetzt. Seine Erzählungen für Kinder wurden für den Rundfunk auch in der Kinderhörspielreihe Ohrenbär des rbb eingelesen. Seit 2008 betreibt Ebbertz den Verlag Razamba, in dem er neben Publikationen anderer Autoren, u. a. in einer kleinformatigen Lyrik-Reihe unter dem Imprint Edition Razamba, nicht zuletzt Selbstpublikationen von Neuausgaben zuvor vergriffener Titel wie auch Originalausgaben herausgibt.

## Werke

### Lyrik / Prosa
- Der schönste Platz von Teneriffa. Sportgeschichten. Verlag Am Erker, 1988.
- Vier Jahrzehnte Eremiten-Presse. Geschichte eines Verlages. Chronik. Eremiten-Presse 1989.
- Alltagsrezepte. Edition Razamba, 2008.
- Bestiarium Nonsens. Kleines Lexikon der wichtigsten wirklich merkwürdigen Tierarten. Edition Razamba, 2009.
- Das Fressverhalten der Mäuse. Geschichten. Edition Razamba, 2011.
- Schon der Sommer war nicht gut. Gedichte. Autumnus, 2012.
- Wald und Flur. Vier Geschichten vom Wandern. Edition Razamba, 2013.
- Feuer in der Eiswürfelfabrik. 66 Kürzestgeschichten. Axel-Dielmann Verlag 2017.

### Kinder- und Jugendliteratur

#### Erzählungen
- Josef, der zu den Indianern will. Anrich, 1992.
- Der blaue Hut und der gelbe Kanarienvogel. St. Gabriel, 1995.
- Der kleine Herr Jaromir. Patmos, 2002, Sauerländer 2005, Razamba 2013.
- Onkel Theo erzählt vom Pferd – und 26 weitere total verrückte Geschichten. Moses, 2004.
- Karlo, Seefahrer an Land. Illustrationen von Thilo Krapp. Coppenrath, 2007.
- Pech und Glück eines Brustschwimmers. Sauerländer, 2008.
- Der kleine Herr Jaromir findet das Glück. Sauerländer, 2008.
- Paula, die Leseratte. Razamba 2010.
- Ein Esel ist ein Zebra ohne Streifen. 44 fast wahre Geschichten. Boje, 2013.
- Wie die Affen den Fußball erfanden. Boje, 2015.
- Der kleine Herr Jaromir und der dicke Herr Fuchs. (Neuausgabe von Der kleine Herr Jaromir findet das Glück.) Razamba, 2015.
- Anna – mit Schirm und Charme und großen Füßen. Razamba, 2016.
- PRIMA HOL ZOFEN PIZZA. Gedichte für Kinder. Razamba, 2019.
- Armes Ferkel Anton. Razamba, 2020.
- Das Krokodil, das kommt aus Kiel. Onkel Theo erzählt 22 neue fast wahre Geschichten. Razamba, 2021.

#### Hörbücher
- Armes Ferkel Anton. Hörbuch. Deutsche Grammophon, 1998
- Ein Esel ist ein Zebra ohne Streifen. Onkel Theo erzählt fast wahre Geschichten. Hörbuch. Razamba, 2020

#### Radio (Reihe „Ohrenbär“)
- Karlo, Seefahrer an Land
- Tamari zieht nach Griechenland
- Der kleine Herr Jaromir
- Ferkel Anton wird Pirat
- Ankomme Freitag fünf Uhr
- Armes Ferkel Anton
- Anna mit den großen Füßen
- Egon und Kumba, die Teppichmatrosen
- Der blaue Hut und der gelbe Kanari
- Egon und der schlaue Kumba

## Auszeichnungen
- 1999 Kinderhörbuch des Monats, für Armes Ferkel Anton
- 2002 SR/RB Bestenliste Kinder- und Jugendliteratur
- 2002 Deutsche Akademie für Kinder- und Jugendliteratur: Kinderbuch des Monats
- 2002 Die besten 7 Bücher für junge Leser, Deutschlandfunk und Focus
- 2005 Deutsche Akademie für Kinder- und Jugendliteratur: Kinderbuch des Monats
- 2006 Belgischer Jugendliteraturpreis (Auswahlliste)
- 2008 SR/RB Bestenliste Kinder- und Jugendliteratur